# Borovac (Bujanovac)
Borovac (Servisch cyrillisch Боровац) is een plaats in de Servische gemeente Bujanovac. De plaats telt 166 inwoners (2002).